# PDS 70
PDS 70 (V1032 Centauri) – gwiazda w gwiazdozbiorze Centaura. Znajduje się około 370 lat świetlnych od Słońca, ma układ planetarny.

## Charakterystyka
Jest to bardzo młoda gwiazda T Tauri, o masie 0,76 M☉ i wieku około 5,4 miliona lat. Gwiazda ma dysk protoplanetarny zawierający dwie rodzące się egzoplanety, oznaczone symbolami PDS 70b i PDS 70c, które zostały bezpośrednio sfotografowane przez Very Large Telescope (VLT) Europejskiego Obserwatorium Południowego. PDS 70b była pierwszą potwierdzoną protoplanetą zanurzoną w wyrwie w dysku, która została bezpośrednio zobrazowana – wcześniej obserwowano tylko struktury w dyskach.

## Układ planetarny i dysk

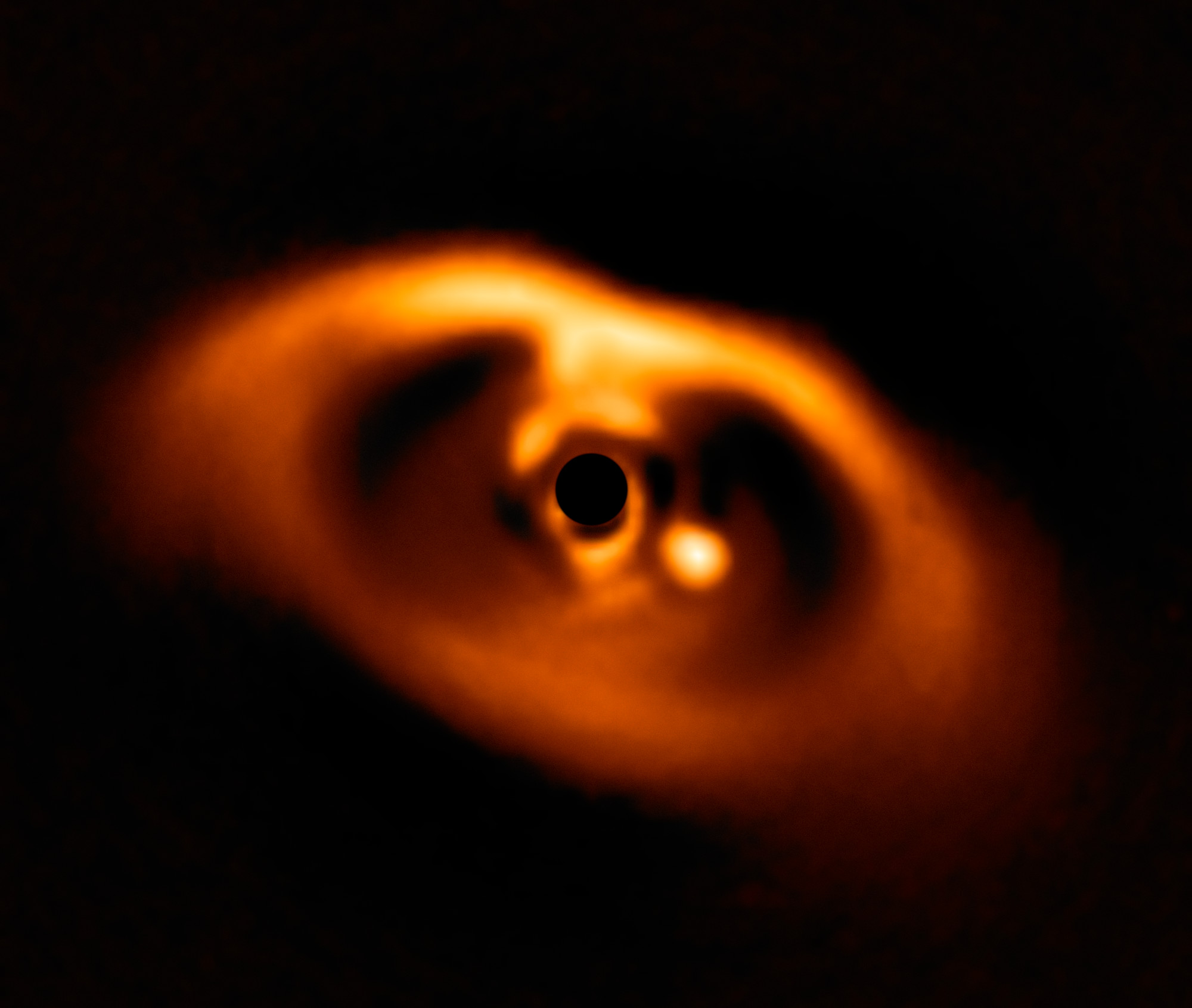
Dysk protoplanetarny wokół PDS 70 z planetą PDS 70b (po prawej), zdjęcie z 2018 roku

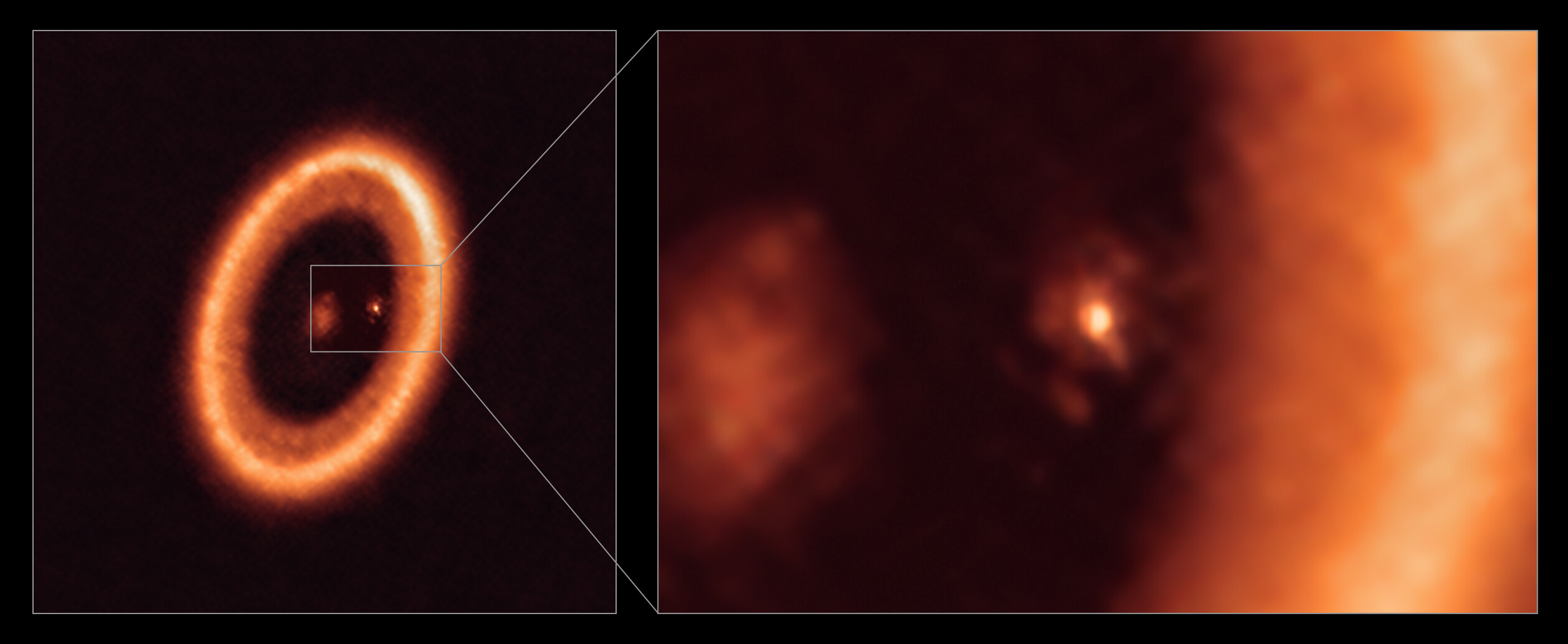
Obraz dysku protoplanetarnego z widocznym mniejszym dyskiem wokół planety PDS 70c (ALMA, 2021)

Dysk protoplanetarny wokół PDS 70 został po raz pierwszy zauważony w 1992 roku; obserwację, wraz ze strukturą podobną do dżetu, potwierdzono w 2006 roku. Dysk ma promień około 140 au. W 2012 r. odkryto dużą lukę (ok. 65 au) w dysku, którą uznano za spowodowaną formowaniem się planet.
Później okazało się, że luka ma wiele obszarów: duże ziarna pyłu były nieobecne do 80 au, podczas gdy małe ziarna pyłu były nieobecne tylko do wcześniej obserwowanych 65 au. W ogólnym kształcie szczeliny występuje asymetria; czynniki te wskazują, że prawdopodobnie istnieje wiele planet wpływających na kształt szczeliny i rozkład pyłu.
W wynikach badań opublikowanych w 2018 roku planeta w dysku, oznaczona jako PDS 70b, została sfotografowana przez VLT. Szacuje się, że ma masę kilka razy większą niż Jowisz, temperaturę około 1000 °C oraz atmosferę z chmurami; jej orbita ma przybliżony promień 3,22 mld km (21,5 au), a jeden obieg gwiazdy zajmuje jej około 120 lat ziemskich. Modelowanie przewidziało, że planeta nabyła własny dysk akrecyjny. Dysk akrecyjny został potwierdzony obserwacyjnie w 2019 r., tempo akrecji zostało zmierzone na co najmniej 5×10−7 mas Jowisza (MJ) rocznie. Badanie z 2021 r. nowszymi metodami i danymi sugerowało mniejszy wskaźnik akrecji wynoszący 1,4 ± 0,2×10−8 MJ/rok. Nie jest jasne, jak pogodzić te wyniki ze sobą i z istniejącymi modelami akrecji planetarnej; przyszłe badania nad mechanizmami akrecji i emisją H_α powinny rozwiać te wątpliwości. Optycznie gruby promień dysku akrecyjnego wynosi 3,0 ± 0,2 RJ, jest znacznie większy niż sama planeta. Jego temperatura efektywna wynosi 1193 ± 20 K.
W badaniach naukowców pod kierownictwem Caltech w Obserwatorium WM Kecka na Mauna Kea, opublikowanych w maju 2020 r. obrazy dysku i planety zostały rozdzielone.
Widmo emisyjne planety PDS 70 b jest szare i pozbawione cech charakterystycznych, a do 2021 r. nie wykryto żadnych molekularnych indywiduów chemicznych.
Druga planeta, nazwana PDS 70c, została odkryta w 2019 roku za pomocą zintegrowanego spektrografu pola MUSE VLT. Planeta krąży wokół swojej gwiazdy po orbicie o promieniu 5,31 mld km (35,5 au), dalej niż PDS 70b. PDS 70c znajduje się w rezonansie orbitalnym zbliżonym do 1:2 z PDS 70b, co oznacza, że PDS 70c wykonuje prawie jeden obrót, gdy PDS 70b wykonuje prawie dwa.

### Dysk okołoplanetarny
W lipcu 2021 roku astronomowie korzystający z Atacama Large Millimeter Array (ALMA) poinformowali o pierwszym w historii wykryciu dysku okołoplanetarnego tworzącego księżyc. Dysk został wykryty wokół PDS 70c, wokół PDS 70b nie wykryto sygnału wskazującego na jego obecność.